# Manhattanhenge

Vista satelital de Manhattan centrada e la intersección de Park Avenue y la calle 34, mostrando direcciones y hora local del ocaso (flechas sólidas) y amanecer (flechas punteadas) durante el Manhattanhenge (negro), el solsticio de verano (rojo), los equinoccios (violeta), y el solsticio de invierno (azul) en 2011. Las horas marcadas con * han sido ajustadas para el horario de verano.

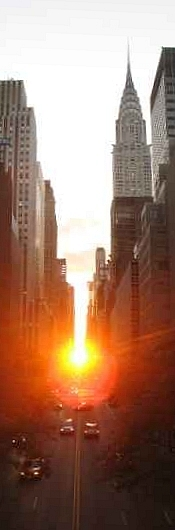
Vista hacia el oeste a lo largo de la calle 42 a las 20:23 el 13 de julio de 2006. Esta fotografía muestra el Sol alineado con el centro de la calle 42.

Manhattanhenge ―también llamado el Solsticio de Manhattan― es un evento que ocurre solo dos veces al año, durante el cual el Sol en la hora del ocaso se alinea en dirección este-oeste con las calles del trazado urbano principal en el municipio estadounidense de Manhattan (Nueva York). El neologismo se deriva de las ruinas de Stonehenge (Inglaterra), donde el Sol se alinea con las piedras en los solsticios, provocando un efecto similar. La palabra fue popularizada en 2002 por Neil deGrasse Tyson, un astrofísico del Museo Americano de Historia Natural. El término se aplica a aquellas calles que siguen el Plan de los Comisarios de 1811, que se encuentran desfasadas 29 grados con el verdadero este-oeste.
Las fechas en las que ocurre el Manhattanhenge al atardecer son alrededor del 28 de mayo y el 12 o 13 de julio, alrededor de la fecha del solsticio de verano. En 2011, el Manhattanhenge tuvo lugar el 31 de mayo a las 20:17, y el 12 de julio (Sol completo) y el 13 de julio (medio Sol), en ambas oportunidades a las 20:25.
En 2012, el evento tuvo lugar el 29 de mayo a las 20:17; el 12 de julio a las 20:25 (medio Sol); el 30 de mayo a las 20:16 y el 11 de julio a las 20:24 (Sol completo).
Las dos mañanas correspondientes a la salida del Sol justo en el centro del trazado de las calles de Manhattan es aproximadamente el 5 de diciembre y el 8 de enero – espaciadas alrededor de la fecha del solsticio de invierno.
Así como con los solsticios y los equinoccios, las fechas varían un poco cada año.

## Fenómenos relacionados y similares
El mismo fenómeno también ocurre en otras ciudades con un trazado urbano uniforme. Estos acontecimientos pueden coincidir con el equinoccio vernal u otoñal solamente si el trazado de las calles se encuentra distribuido de forma precisa con la dirección norte-sur y este-oeste, y alineado perfectamente con el norte verdadero no con el norte magnético.
- La situación en Baltimore (Maryland) es bastante similar, con el Sol del amanecer del 25 de marzo y 18 de septiembre y el ocaso del 12 de marzo y el 29 de septiembre.[4]
- En Chicago (Illinois), el Sol durante el ocaso se alinea con el trazado urbano el 25 de septiembre, un fenómeno conocido de forma similar, como Chicagohenge.[5]
- En Toronto (Canadá), el Sol durante el ocaso se alinea con las calles en dirección este-oeste el 25 de octubre y el 16 de febrero, un fenómeno conocido localmente como Torontohenge.[6][7]
- En Montevideo (Uruguay), cada 18 de julio el Sol se alinea al amanecer con la Avenida 18 de Julio, principal avenida de la ciudad y que conmemora con su nombre la fecha de la Jura de la Primera Constitución de Uruguay.[8][9][10]
- En Montreal (Canadá), también hay un Montrealhenge cada 12 de julio.[11]
- En Huesca (España), durante el ocaso del solsticio de invierno el Sol se alinea con la Avenida Martínez de Velasco desde la Plaza de Navarra, en el centro de la ciudad. Fenómeno conocido localmente como Huescahenge.[9]